# Зу-н-Нун Айюб
Зу-н-Нун Айюб (араб. ذو النون أيوب ) (1908, Мосул — 1996, Багдад) — иракский арабский писатель, литературовед, искусствовед и публицист.

## Биография
Происходил из семьи торговца.
Являлся депутатом парламента Королевства Ирак.

### Литературная деятельность
Начал публиковаться в 1933 году.
Один из основателей жанра новеллы в иракской литературе.
Автор сборников реалистических рассказов «Мой друг» (1937), «Вавилонская башня» (1939), романов «Доктор Ибрагим» (1940), «Рука, земля, вода» (1948), «Забытые имена» (1959), многочисленных общественно-политических статей, работ по вопросам литературы и искусства.
В 1939—1946 годах издавал журнал "аль-Маджалля" («Журнал»), сыгравший важную роль в развитии арабской новеллистики.

#### Особенности творчества
Для произведений Айюба характерны простота сюжета, точность, афористичность языка, сочетающаяся с присущей арабской прозе тенденцией к назиданию. Творческая индивидуальность автора, изображающего в своих произведениях жизнь «маленького человека», складывалась под влиянием А. П. Чехова, М. Горького и египетских писателей Т. Хусейна и М. Теймура.

#### Переводческая деятельность
Переводил на арабский язык произведения Ф. М. Достоевского, Н. В. Гоголя,  И. С. Тургенева и М. Горького.

## Издания
- аль-Муаллафат аль-камиля. — Багдад, 1954; 1960. (Полное собрание сочинений).
- На русском языке: Дело Маджида Рахима. — В сборнике: Рассказы иракских писателей. — М., 1961.